# Col de Clausis
Le col de Clausis est un col des Alpes du Sud, à la limite entre le Queyras et l'Ubaye, sur la limite entre les communes de Ceillac et de Saint-Paul-sur-Ubaye, respectivement dans les départements français des Hautes-Alpes et des Alpes-de-Haute-Provence.